# Космическая разведка

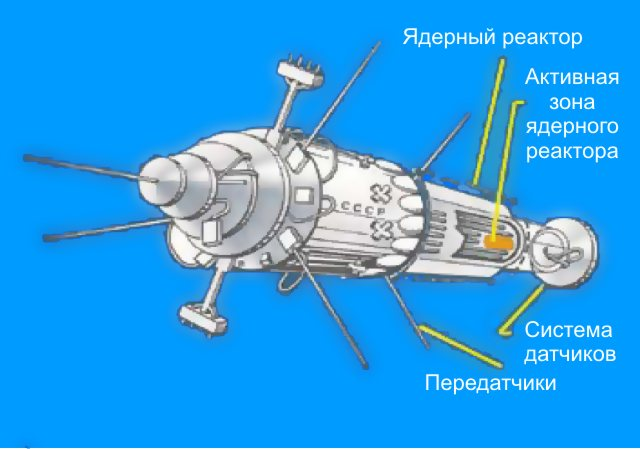
Советский спутник космической разведки «Космос-954»

Космическая разведка — составная часть стратегической и оперативно-стратегической разведки, представляющая из себя совокупность мер по получению, обработке и анализу информации о состоянии группировок войск, военных объектов, географических районов планеты и т. п. с использованием космических средств и связанных с ними наземных систем.

## История

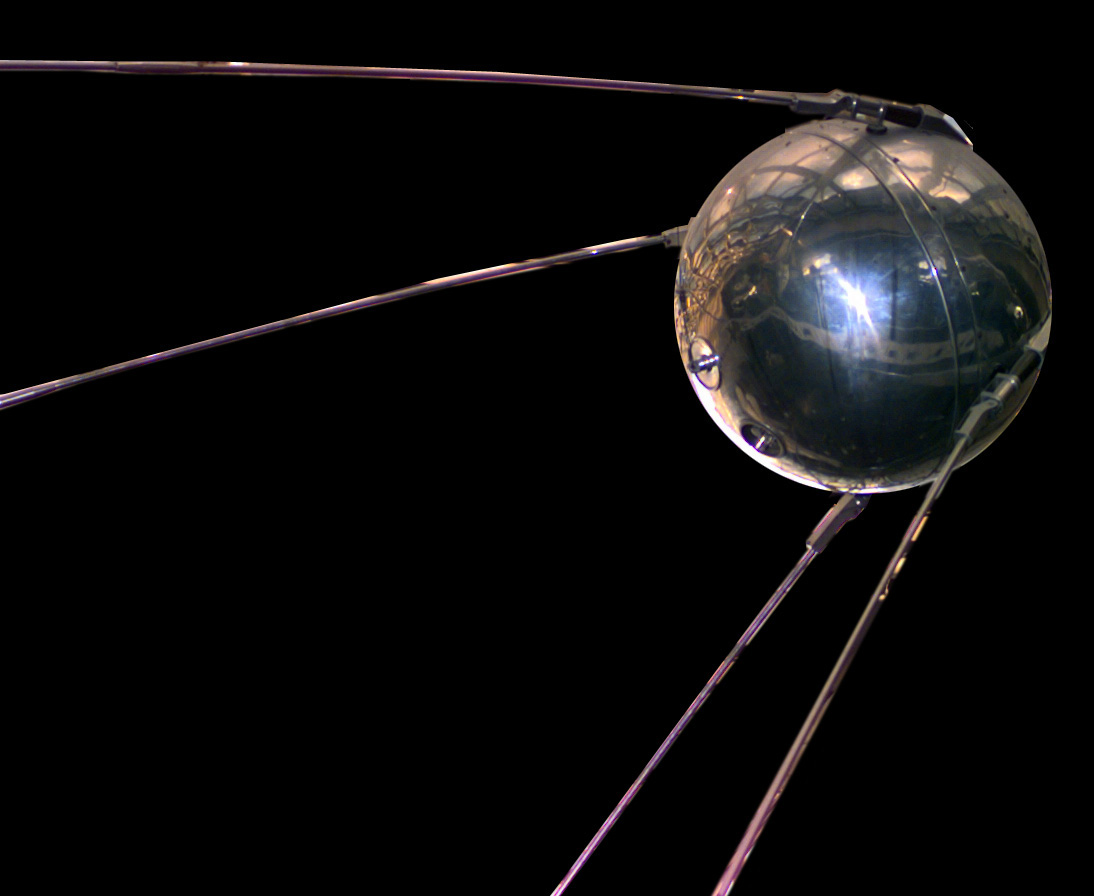
Запуск первого искусственного спутника Земли стал прологом к возникновению и началу стремительного развития космической разведки

Космическая разведка возникла и развилась как побочный продукт освоения человеком космоса. Первыми, перспективу использования околоземного космического пространства в целях военной разведки оценили военно-политические круги США после успешного вывода Советским Союзом на орбиту первого искусственного спутника Земли, — научный сотрудник Лаборатории прикладной физики Университета Джонса Хопкинса Фрэнк Макклур по излучавшемуся спутником радиосигналу и доплеровскому эффекту сумел с достаточно высокой точностью определить пространственное положение космического тела относительно земной поверхности, обратное предположение гипотетически допускало получение радиосигнала с Земли и отражённого сигнала из космоса, позволяющего группировке из нескольких спутников с такой же точностью определить местонахождение тех или иных объектов на поверхности планеты. Американское руководство встревожила сама возможность появления у СССР такого рода аппаратуры и они спешно начали развивать собственные оптико-электронные и радиолокационные средства разведки и позиционирования, и ракеты-носители для вывода их на орбиту, наблюдения сделанные Макклуром помимо перечисленного выше легли в основу создания и практического применения глобальной позиционной системы и начала работ по ней уже менее чем через год после полёта спутника. С другой стороны, отказ СССР от участия в инициированной США программе «открытого неба» (по сути завуалированной программы шпионажа, открывавшей США и НАТО беспрепятственный доступ в воздушное пространство социалистических стран) предопределил перспективу освоения космоса как оперативной среды для дальнейшей разработки и размещения там средств разведки. Советское руководство поняло замысел американцев и неоднократно выступало в международных организациях с призывами об обоюдном запрете военного освоения космоса, но все американские президенты, начиная с Д. Эйзенхауэра, а за ним Дж. Кеннеди и другие вели агрессивную риторику по поводу необходимости отстаивания американских национальных интересов в космосе, что подразумевало под собой в том числе и необходимость дальнейшего развития и совершенствования системы американской космической разведки, неизбежным следствием чего было ответное наращивание советских разведывательных возможностей в космосе, которое всегда шло вровень, а подчас и опережало американские программы в этом направлении.
С развитием разведывательной аппаратуры и средств-носителей, с повышением качества взаимодействия всех привлечённых сил и средств воздушной и космической разведки как системы, единого целого, всё чаще употребляется более объемлющее понятие воздушно-космическая разведка (aerospace intelligence и aerospaceborne reconnaissance and surveillance), частью которой (стержневым элементом) и является космическая разведка.

## Назначение
Помимо сбора разведданных функциями космической разведки являются контроль ядерных вооружений и задачи раннего обнаружения запусков межконтинентальных баллистических ракет.

## Средства
Для ведения космической разведки используются космические системы видовой, радиотехнической и радиоразведки, которые включают в себя низкоорбитальные и высокоорбитальные группировки спутников и комплексы радиоперехвата на геостационарных орбитах. Эти средства могут быть также использованы в интересах обеспечения повседневной деятельности мирного периода, например в целях решения задач геологической разведки, оценки состояния и объёмов лесных площадей, мониторинга районов стихийных бедствий и чрезвычайных ситуаций, контроля космического пространства, контроля выполнения принятых договоров и соглашений об ограничении вооружений и др.

## Задействование
Первым военным конфликтом, где роль космической разведки оказала решающее влияние на ход боевых действий стала война в Персидском заливе 1991 года.